# Ааленський ярус
| Система/ Період                                                     | Відділ/ Епоха            | Ярус/ Вік           | Вік (млн років) | Вік (млн років) |
| ------------------------------------------------------------------- | ------------------------ | ------------------- | --------------- | --------------- |
| Крейда, K                                                           | Нижня/Рання, K1          | Беріаський, K1b     | молодше         | молодше         |
| Юра, J                                                              | Верхня/Пізня, J3 (Мальм) | Титонський, J3tt    | ~145,0          | 152,1           |
| Юра, J                                                              | Верхня/Пізня, J3 (Мальм) | Кімериджський, J3km | 152,1           | 157,3           |
| Юра, J                                                              | Верхня/Пізня, J3 (Мальм) | Оксфордський, J3o   | 157,3           | 163,5           |
| Юра, J                                                              | Середня, J2 (Доггер)     | Келовейський, J2k   | 163,5           | 166,1           |
| Юра, J                                                              | Середня, J2 (Доггер)     | Батський, J2bt      | 166,1           | 168,3           |
| Юра, J                                                              | Середня, J2 (Доггер)     | Байоський, J2b      | 168,3           | 170,3           |
| Юра, J                                                              | Середня, J2 (Доггер)     | Ааленський, J2a     | 170,3           | 174,1           |
| Юра, J                                                              | Нижня/Рання, J1 (Лейас)  | Тоарський, J1t      | 174,1           | 182,7           |
| Юра, J                                                              | Нижня/Рання, J1 (Лейас)  | Плінсбахський, J1p  | 182,7           | 190,8           |
| Юра, J                                                              | Нижня/Рання, J1 (Лейас)  | Синемюрський, J1s   | 190,8           | 199,3           |
| Юра, J                                                              | Нижня/Рання, J1 (Лейас)  | Геттанзький, J1h    | 199,3           | 201,3           |
| Тріас, T                                                            | Верхній/Пізній, T3       | Ретський, T3r       | древніше        | древніше        |
| Підрозділи юрської системи наведені згідно МКС, станом на 2018 рік. |                          |                     |                 |                 |
| п о р                                                               |                          |                     |                 |                 |

Аа́ленський вік і я́рус, аален (від назви міста Аален, земля Баден-Вюртемберґ, Німеччина) — ранній вік середньоюрської епохи юрського періоду. Період між 174,1 та 170,3 млн років тому. Іноді його відносять в значенні пори (за відкладами — в значенні під'ярусу) до першого і навіть до другого (байоського) віку середньоюрської епохи. Назва введена у 1864 році швейцарським палеонтологом Карлом Майер-Еймаром (нім. Karl Mayer-Eymar).

## Стратиграфія

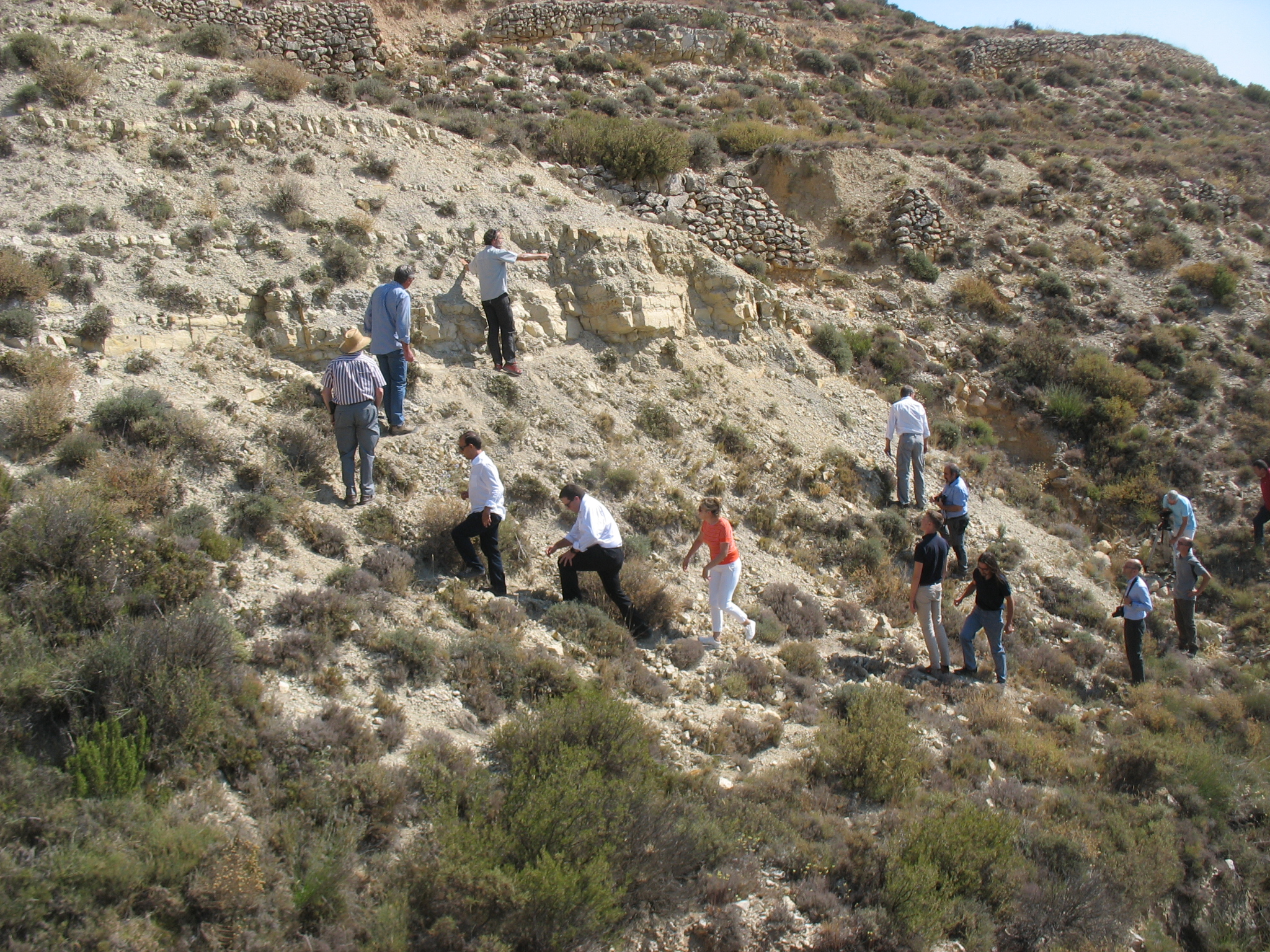
Референсний ааленський профіль в Іспанії

## Палеонтологія
Провідними скам'янілостями ааленського ярусу є амоніти: Leioceras opalinum, Ludwigia murchisonae, Ludwigia concava та інші.

### Безхребетні
Викопні рештки представляють поширені групи безхребетнтхх (Invertebrata): коралові поліпи (Anthozoa), кільчасті черви (Annelida), плеченогі (Brachiopodes), мохуватки (Bryozoa), ракоподібні (Crustacea), голкошкірі (Echinodermata), черевоногі (Gastropoda), головоногі молюски (Cephalopoda).

#### Головоногі молюски

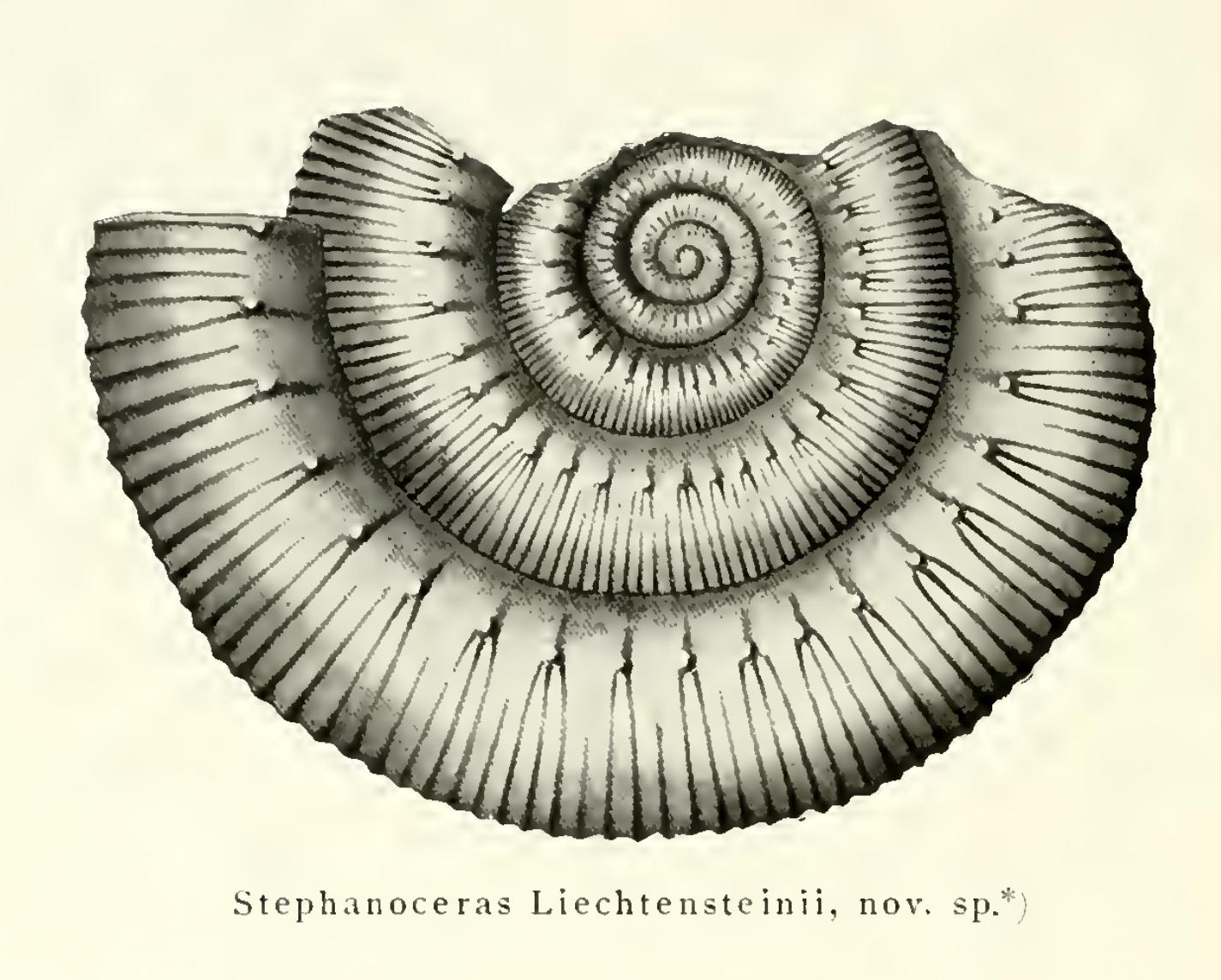
Мушля амоніта Stephanoceras Liechtensteinii

Головоногі молюски представлені викопними рештками †амонітів (Ammonoidea), †белемнітів (Belemnites) та наутилусів (Nautilus).

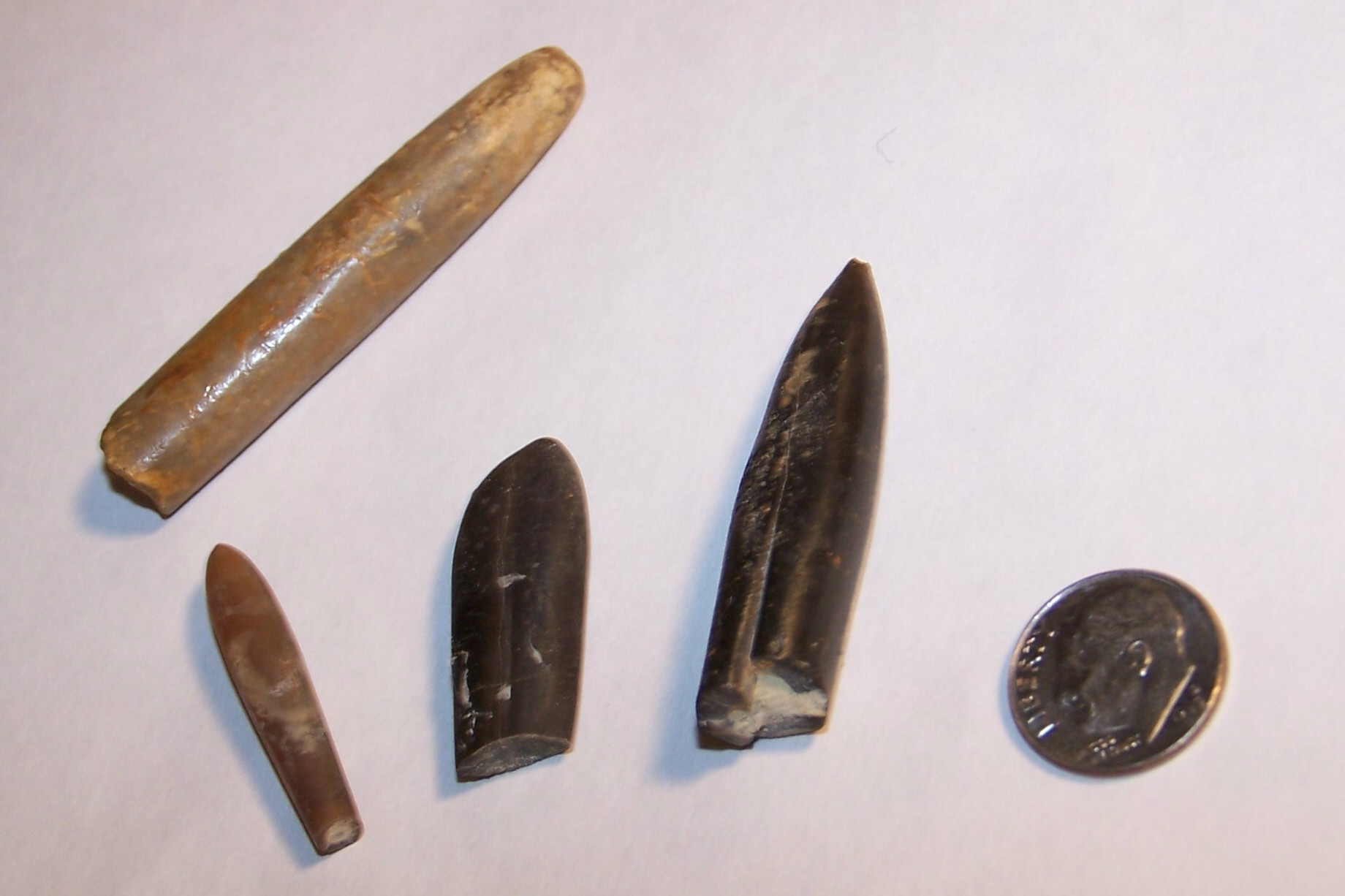
Ростри белемнітів.

| Список керівних родів викопних амонітів | Список керівних родів викопних амонітів |
| --------------------------------------- | --------------------------------------- |
| †Abbasites                              |                                         |
| †Ancolioceras                           |                                         |
| †Asthenoceras                           |                                         |
| †Bradfordia                             |                                         |
| †Brasilia                               |                                         |
| †Bredyia                                |                                         |
| †Canavarella                            |                                         |
| †Constileioceras                        |                                         |
| †Cylioceras                             |                                         |
| †Euaptetoceras                          |                                         |
| †Eudmetoceras                           |                                         |
| †Euhoploceras                           |                                         |
| †Fontannesia                            |                                         |
| †Graphoceras                            |                                         |
| †Haplopleuroceras                       |                                         |
| †Hyperlioceras                          |                                         |
| †Leioceras                              |                                         |
| †Ludwigia                               |                                         |
| †Malladaites                            |                                         |
| †Padragosiceras                         |                                         |
| †Parammatoceras                         |                                         |
| †Planammatoceras                        |                                         |
| †Praestrigites                          |                                         |
| †Pseudammatoceras                       |                                         |
| †Puchenquia                             |                                         |
| †Reynesella                             |                                         |
| †Sonninia                               |                                         |
| †Spinammatoceras                        |                                         |
| †Staufenia                              |                                         |
| †Stephanoceras                          |                                         |
| †Trilobiticeras                         |                                         |
| †Tugurites                              |                                         |

| Список керівних родів викопних белемнітів | Список керівних родів викопних белемнітів                                                                         |
| ----------------------------------------- | --- |
| †Belemnopsis                              | |
| †Belemnites                               | |
| †Holcobelus                               | |
| †Homaloteuthis                            | |
| †Megateuthis                              | Megateuthis gigantea сягав 3 м у довжину й був найбільшим представником белемнітів, що коли-небудь були знайдені. |
| †Paramegateuthis                          | |
| †Rhabdobelus                              | |
| †Sachsibelus                              | |

#### Двостулкові молюски
Двостулкові молюски (Bivalves) представлені викопними рештками таких родів:
| Список керівних родів викопних двостулкових | Список керівних родів викопних двостулкових |
| ------------------------------------------- | ------------------------------------------- |
| Astarte                                     |                                             |
| Camptonectes                                |                                             |
| Ceratomya                                   |                                             |
| Chlamys                                     |                                             |
| Ctenostreon                                 |                                             |
| Cucullaea                                   |                                             |
| Entolium                                    |                                             |
| Gervillella                                 |                                             |
| Grammatodon                                 |                                             |
| Gresslya                                    |                                             |
| Gryphaea                                    |                                             |
| Homomya                                     |                                             |
| Inoperna                                    |                                             |
| Liostrea                                    |                                             |
| Myophorella                                 |                                             |
| Oxytoma                                     |                                             |
| Palaeonucula                                |                                             |
| Pholadomya                                  |                                             |
| Pinna                                       |                                             |
| Plagiostoma                                 |                                             |
| Pleuromya                                   |                                             |
| Pronoella                                   |                                             |
| Propeamussium                               |                                             |
| Pseudolimea                                 |                                             |
| Scaphotrigonia                              |                                             |
| Tancredia                                   |                                             |
| Trigonia                                    |                                             |

### Хребетні

#### Риби
Риби (Pisces) представлені викопними рештками таких родів:
| Список керівних родів викопних риб | Список керівних родів викопних риб |
| ---------------------------------- | ---------------------------------- |
| Annea                              |                                    |
| †Asteracanthus                     |                                    |
| Chiloscyllium                      |                                    |
| Cristabatis                        |                                    |
| Doliobatis                         |                                    |
| Heterodontus                       |                                    |
| †Jurobatos                         |                                    |
| Lissodus                           |                                    |
| Microtoxodus                       |                                    |
| Palaeobrachaelurus                 |                                    |
| †Protospinax                       |                                    |
| Rhomphaiodon                       |                                    |
| †Synechodus                        |                                    |
| Toarcibatis                        |                                    |

#### Завропсиди
Завропсиди (Sauropsida) представлені викопними скам'янілими рештками †іхтіозаврів (Ichthyosaurus) та †плезіозаврів (Plesiosaurus), крокодилоподібних †стенозаврів — †талатозухій (Thalattosuchia).

## Поширення відкладів
Відклади ааленського ярусу поширені в геосинклінальній зоні Тетісу: Альпи, Донбас, Кавказ, в південно-західній Німеччині, зокрема в районі міста Аалена (нім. Aalen), що за 100 км від Штутгарта, звідки й назва. Представлений чорними мергелями із скам'янілими Harpoceras opalinum та залізистими оолітами зі Harpoceras murchisonae.

### Україна
В Україні ааленський ярус представлений шарами глин, пісковиків, вапняків і конгломератів потужністю від 5 до 1400 м на Прикарпатті, Закарпатті, в Причорномор'ї, Донбасі, на Криму. З цим ярусом на території України пов'язані родовища мінеральних фарб, глинистих сланців, мармуровидних вапняків, пісковиків, залізних руд.